# 간쑤두더지
간쑤두더지(Scapanulus oweni)는 두더지과에 속하는 포유류의 일종이다. 중국의 토착종이다. 간쑤두더지속(Scapanulus)의 유일종이다. 신세계두더지류 중에서 북아메리카가 아닌 곳에 서식하는 유일한 종이다.